# Équipe du Canada de rugby à XV à la Coupe du monde 1991
L'Équipe du Canada de rugby à XV à la Coupe du monde 1991 est battue en quart de finale de  par l'équipe de Nouvelle-Zélande. C'est la meilleure performance des Canadiens en Coupe du monde.

## Liste des joueurs
Les joueurs suivants ont joué pendant cette coupe du monde 1991.

### Première ligne
- Eddie Evans (4 matchs, 4 comme titulaire)
- Dan Jackart (3 matchs, 3 comme titulaire)
- David Speirs (2 matchs, 2 comme titulaire)
- Karl Svoboda (2 matchs, 2 comme titulaire)
- Paul Szabo (1 match, 1 comme titulaire)

### Deuxième ligne
- Norm Hadley (4 matchs, 4 comme titulaire)
- John Robertsen (2 matchs, 2 comme titulaire)
- Ron Van den Brink (3 matchs, 2 comme titulaire)

### Troisième ligne
- Bruce Breen (1 match, 1 comme titulaire)
- Al Charron (3 matchs, 3 comme titulaire)
- Glen Ennis (4 matchs, 4 comme titulaire) 1 fois capitaine
- Gord MacKinnon (4 matchs, 4 comme titulaire)

### Demi de mêlée
- John Graf (1 match, 1 comme titulaire)
- Chris Tynan (3 matchs, 3 comme titulaire)

### Demi d’ouverture
- Gareth Rees (4 matchs, 4 comme titulaire)

### Trois quart centre
- John Lecky (2 matchs, 2 comme titulaire)
- Tom Woods (2 matchs, 2 comme titulaire)
- Christian Stewart (4 matchs, 4 comme titulaire)

### Trois quart aile
- Steve Gray (3 matchs, 3 comme titulaire)
- Pat Palmer (3 matchs, 3 comme titulaire)
- Scott Stewart (4 matchs, 3 comme titulaire)

### Arrière
- Mark Wyatt (3 matchs, 3 comme titulaire) 3 fois capitaine

## Statistiques

### Meilleurs marqueurs d'essais
- Al Charron, Glen Ennis, Gord MacKinnon, Scott Stewart, Chris Tynan, Mark Wyatt 1 essai

### Meilleur réalisateur
- Gareth Rees 20 points
- Mark Wyatt 18 points